# چالار
چالار روستایی در دهستان چاشم بخش شهمیرزاد شهرستان مهدی‌شهر استان سمنان ایران است.

## جمعیت
بر پایه سرشماری عمومی نفوس و مسکن در سال ۱۳۹۵ جمعیت این روستا ۱۰ نفر (۴خانوار) بوده‌است.